# Inocybe monochroa
Inocybe monochroa är en svampart som tillhör divisionen basidiesvampar, och som beskrevs av Jules Favre. Inocybe monochroa ingår i släktet Inocybe, och familjen Crepidotaceae. Arten har ej påträffats i Sverige.